# Hilár pápa
Szent Hilár (latinul: Hilarius), (? – 468. február 29.) volt a 46. pápa a sorban. 461. november 17-én választotta meg őt a római zsinat a keresztény egyház fejének, és két nap múlva szentelték fel. Haláláig viselte tisztségét. Leó pápa uralkodása alatt kitűnt hitbuzgóságával, és a választók nem tévedtek nagyot, amikor Leó méltó utódát látták benne.

## Élete
Szardíniai származású volt, aki a sziget archdiakónusaként vált ismertté a római klérus tagjai között. I. Leó pápa nevezte ki a sziget lelki vezetőjének, majd hamarosan közvetlenül magához rendelte Rómába archdiakónusi címben. Ekkor a lelkes, és mélyen vallásos Hilár beleláthatott a nagy pápa pontifikátusának minden ügyébe. Közelebb került a keresztény vezetők nem feltétlen hithű hivatásához és a politikához. Így lett hamarosan az egyházfő egyik bizalmasa, aki részt vett a 449-ben összehívott úgynevezett Rabló zsinaton Epheszoszban. Ezen a zsinaton Leó pápa legnagyobb ellenségei gyűltek össze, és Euthükész tanait akarták elfogadtatni a pápa ellenében. Az epheszoszi zsinat részvevői végül Leónak nem tetsző határozatot hoztak, és ezért Hilárt, mint a pápa követét elfogták.
A császár és a pápa közbenjárására nemsokára kiszabadulhatott. Hamarosan meghalt Leó pápa, és a választó zsinat összeült. 461-ben Hilárt tették meg a keresztény egyház fejének. Az új pápa mindenben követte elődje politikáját. Legfőbb célja az volt, hogy a római apostoli szék hatalmát tovább erősítse. Ehhez megvolt törvényi alapja is, hiszen III. Valentinianus 445-ben írásban fektette le a római pápák döntéseinek primátusát és törvényi erejét.
Pontifikátusának első nagy megmérettetése Galliában várt rá. Narbonne püspöki székében akkoriban egy Hermes nevű ember ült, akit elődje önkényesen nevezett ki erre a hivatalra. Amikor ez Hilár fülébe jutott, 462-ben zsinatot hívott össze, amelyen Hermest címzetes püspöki hivatalba helyezte, és megvonta tőle metropolita jogait. Így egész Gallia területén Arles püspökének lett a legkiemelkedőbb hatalma. A zsinat kimondta, hogy a zavarok elkerülése végett minden évben tartsanak zsinatot Gallia püspökei, amelyen az arles-i metropolita elnökölt. A gall püspökök nem hagyhatták el egyházmegyéjüket metropolitájuk engedélye nélkül, és egyházi tulajdonukat sem adhatták el szabadon.
463-ban ismét Gallia klérusa vonta magára a pápa figyelmét. Mamertus Vienne püspöke, Die élére, egy olyan egyházmegye élére nevezett ki püspököt, amely az Arles-i metropolita hatáskörébe tartozott. Hilár 464-ben ediktumot adott ki, amelyben leszögezte, hogy amennyiben Mamertus nem engedelmeskedik a továbbiakban Róma törvényeinek, minden hivatalától meg fogja fosztani.
Uralkodása alatt Hispania papi karával is akadt konfliktusa, ugyanis Barcelona püspökének kilétében nem tudtak megegyezni a spanyol püspökök. Hilár pápa 465 novemberében zsinatot hívott össze Rómában, ahol tisztázták Hispania bajos dolgait.
A császári székvárosban is sok dolga akadt uralmának hét éve alatt. Anthemius császár ugyanis 467-ben leplezetlenül támogatta a makedóniai eretnekek táborát. Ez a császári segítség pedig az egyházszakadás veszélyét is magában hordozta. Hilár kezdetben nem járt sikerrel az udvarnál, ám egyszer, amikor a császár ellátogatott Szent Péter utódjához, a pápa Péter apostol sírja fölött esküt csikart ki a császárból, hogy betiltja az eretnek gyűléseket a városban.
A Liber Pontificalis több templom és egyéb épület emelését is Hilárnak tulajdonítja. Így például a Lateráni palotát is kibővítette két imaházzal, amelyek közül az egyiket Keresztelő Szent János, a másikat János evangélista tiszteletére emelte. Szent János apostolnak nagy szerepe volt Hilarius életében, hiszen a pápa neki tulajdonította szerencsés menekülését az epheszoszi rabló zsinatról. Így egész Lateránt a szentnek ajánlotta. A palota keresztelőkápolnájában építtetett még egy kápolnát a Szent Kereszt tiszteletére, továbbá Rómában több kolostor, könyvtár és nyilvános fürdő is az ő nevéhez kötődik.
468 február 29-én halt meg. Földi maradványait a Szent Lőrinc a Falakon Kívül templomban helyezték örök nyugalomra. Halála után szentté avatták, ünnepnapját február 28-án tartják.

## Művei
- Documenta Catholica Omnia (latin nyelven). (Hozzáférés: 2011. december 6.)